# Salvador Guardiola
Salvador Guardiola Torá (Jumilla, 5 september 1988) is een Spaans wegwielrenner en voormalig baanwielrenner die tussen 2018 en 2021 reed voor Kinan Cycling Team.

## Carrière
In 2017 behaalde Guardiola zijn eerste UCI-overwinning door in de eerste etappe van de Ronde van Tochigi als eerste over de finish te komen. Vier seconden later won Atsushi Oka de sprint van de eerste achtervolgende groep. De leiderstrui die hij aan zijn overwinning overhield raakte hij een dag later kwijt aan Benjamin Hill. Later die maand werd hij vierde in de door Gorka Izagirre gewonnen Klasika Primavera. In september werd hij respectievelijk zesde en vijfde in de eindklassementen van de Ronde van Hokkaido en de Ronde van China II. Dat was tevens zijn laatste jaar bij de Japanse wielerploeg Team UKYO, na vier seizoenen maakte hij de overstap naar Kinan Cycling Team waar hij bleef rijden tot het einde van zijn carrière in 2021.

## Baanwielrennen

### Palmares
| Jaar     | SK                   | EK          | WK       | Overig   |
| Junioren | Junioren             | Junioren    | Junioren | Junioren |
| -------- | -------------------- | ----------- | -------- | -------- |
| 2006     |                      | Puntenkoers |          |          |
| Beloften |                      |             |          |          |
| 2007     | Achtervolging        |             |          |          |
| Elite    |                      |             |          |          |
| 2012     | Ploegenachtervolging |             |          |          |

## Wegwielrennen

### Overwinningen
2017
1e etappe Ronde van Tochigi

## Ploegen
- 2009 –  Contentpolis-Ampo (stagiair vanaf 1-8)
- 2010 –  Heraklion Kastro-Murcia (vanaf 29-3)
- 2011 –  KTM-Murcia
- 2012 –  Gios-Deyser Leon Kastro
- 2013 –  Team Differdange-Losch
- 2014 –  PinoRoad (tot 1-3)
- 2014 –  Team UKYO (vanaf 1-7)
- 2015 –  Team UKYO
- 2016 –  Team UKYO
- 2017 –  Team UKYO
- 2018 –  Kinan Cycling Team
- 2019 –  Kinan Cycling Team
- 2020 –  Kinan Cycling Team
- 2021 –  Kinan Cycling Team

Alarcón · Alvarado · Bizkarra · Bravo · Burmann · Guardiola · C. Mansilla · L. Mansilla · Oroz · Palma · Seisdedos · Tello · Urtasun
Amagoi · Arashiro · Crawford · García · Guardiola · Lebas · Nakajima · Nakanishi · Tsubaki · Tsukamoto · G. Yamamoto · M. Yamamoto